# Hồng lâu mộng (phim truyền hình 1987)
Hồng lâu mộng (giản thể: 红楼梦; phồn thể: 紅樓夢; bính âm: Hóng lóu mèng) là bộ phim truyền hình do Đài truyền hình trung ương Trung Quốc sản xuất căn cứ vào tiểu thuyết cùng tên của nhà văn Tào Tuyết Cần, khởi quay năm 1984, hoàn thành và công chiếu năm 1987. Các nhà biên kịch đã căn cứ vào ý kiến của nhà Hồng học Chu Nhữ Xương, quyết định không theo 40 hồi tục biên của Cao Ngạc mà tiến hành cải biên phần kết để làm cho câu chuyện triệt để bi kịch.
Kịch bản bộ phim do nhiều nhà hoạt động văn nghệ nổi tiếng như Khải Công, Thẩm Tòng Văn, Vương Côn Luân đảm nhiệm cố vấn, khâu tuyển chọn diễn viên diễn ra trên quy mô toàn quốc, chỉ riêng vai diễn Lâm Đại Ngọc đã thu hút hơn ba vạn người tham gia dự tuyển. Đoàn làm phim đã tiến hành xây dựng khu Đại Quan Viên ở phía tây nam thành phố Bắc Kinh làm phim trường chính, lấy bối cảnh từ nhiều danh thắng như Hoàng Sơn, Trường Giang, Tô Châu Viên Lâm, các diễn viên đều được huấn luyện về Hồng học cũng như nghệ thuật thi, ca, nhạc, hoạ bởi các chuyên gia tên tuổi.
Bộ phim sau đó đã thành công ngoài sức tưởng tượng của các nhà sản xuất, nhiều ca khúc trong phim như Uổng ngưng my, Táng hoa từ đã được phổ biến hết sức rộng rãi. Tuy nhiên cái kết trong phim cũng đã gây ra những cuộc tranh luận gay gắt vì không theo 40 hồi tục biên của Cao Ngạc.
Năm 2008, bộ phim được bình chọn là một trong 30 bộ phim truyền hình có sức ảnh hưởng lớn nhất trong suốt 30 năm phim truyền hình Trung Quốc (tính từ năm 1978).

## Các tập phim
- Tập 1: Lâm Đại Ngọc biệt phụ tiến kinh đô (Lâm Đại Ngọc từ biệt cha vào kinh)
- Tập 2: Bảo Đại Thoa sơ hội Vinh Khánh đường (Bảo Ngọc, Đại Ngọc, Bảo Thoa hội ngộ Vinh Khánh đường)
- Tập 3: Lưu lão lão nhất tiến Vinh Quốc phủ (Già Lưu đến thăm phủ Vinh Quốc)
- Tập 4: Thám Bảo Thoa Đại Ngọc bán hàm toan (Thăm Bảo Thoa Đại Ngọc nếm phải chua)
- Tập 5: Vương Hy Phượng độc thiết tương tư cục (Vương Hy Phượng độc địa bày kế tương tư)
- Tập 6: Vương Hy Phượng hiệp lý Ninh Quốc phủ (Vương Hy Phượng sang giúp phủ Ninh Quốc)
- Tập 7: Đại Quan Viên thí tài đề đối ngạch (Vườn Đại Quan thử tài đề câu đối)
- Tập 8: Vinh Quốc phủ quy tỉnh khánh nguyên tiêu (Về thăm phủ Vinh Quốc mừng tết nguyên tiêu)
- Tập 9: Ý miên miên tĩnh nhật ngọc sinh hương (Ý triền miên ngày vắng ngọc thêm hương)
- Tập 10: Thính khúc văn Bảo Ngọc ngộ thiền cơ (Nghe lời hát Bảo Ngọc ngộ thiền cơ)
- Tập 11: Vị tranh sủng thư đệ tao ma yểm (Ghen tình thương, chị em bị ma ám)
- Tập 12: Mai Hương trũng Phi Yến khấp tàn hồng (Mộ Mai Hương Phi Yến khóc hoa tàn)
- Tập 13: Hưởng phúc nhân phúc thâm hoàn đảo phúc (Người hưởng phúc, phúc lớn, còn cầu phúc)
- Tập 14: Hàm sỉ nhục tình liệt tử Kim Xuyến (Ngậm sỉ nhục Kim Xuyến liều thân)
- Tập 15: Lộng thần thiệt Bảo Ngọc tao si thát (Khéo ton hót, Bảo Ngọc bị đòn)
- Tập 16: Lưu lão lão hy du Đại Quan Viên (Già Lưu vui chơi Đại Quan Viên)
- Tập 17: Biến sinh bất trắc Phượng thư bát thố (Chuyện xảy ra bất ngờ Phượng thư đánh ghen)
- Tập 18: Uyên Ương nữ thệ tuyệt uyên ương ngẫu (Gái Uyên Ương thề dứt bạn uyên ương)
- Tập 19: Lưu ly thế giới bạch tuyết hồng mai (Cõi lưu ly mai hồng tuyết trắng)
- Tập 20: Dũng Tình Văn bệnh bổ tước kim cừu (Tình Văn dũng cảm, đang ốm vá áo cừu)
- Tập 21: Vinh Quốc phủ nguyên tiêu khai dạ yến (Tối nguyên tiêu phủ Vinh mở yến tiệc)
- Tập 22: Phán oan quyết ngục Bình Nhi hành quyền (Xử vụ oan Bình Nhi khéo hành quyền)
- Tập 23: Tuệ Tử Quyên tình từ thí mang Ngọc (Tử Quyên khôn ngoan đặt chuyện thử lòng Bảo Ngọc)
- Tập 24: Thọ Di Hồng quần phương khai dạ yến (Chúc thọ Di Hồng quần phương mở yến tiệc)
- Tập 25: Giả nhị xá thâu thú Vưu nhị di (Giả Liễn vụng trộm cưới dì Hai họ Vưu)
- Tập 26: Toan Phượng thư đại náo Ninh Quốc phủ (Phượng thư chanh chua đại náo phủ Ninh Quốc)
- Tập 27: Hiềm khích nhân hữu tâm sinh hiềm khích (Người hiềm khích cố ý gây hiềm khích)
- Tập 28: Khai dạ yến dị triệu phát bi âm (Mở tiệc đêm điềm lạ phát tiếng đau thương)
- Tập 29: Si công tử đỗ soạn phù dung luỵ (Công tử ngốc làm văn tế phù dung)
- Tập 30: Đại Quan Viên chư phương lưu tán (Những bông hoa Đại Quan Viên ly tán)
- Tập 31: Gia trạch loạn ngộ thiết thông linh (Trong nhà hỗn loạn mất viên ngọc quý)
- Tập 32: Thương ly biệt Thám Xuân viễn giá (Lấy chồng xa Thám Xuân khóc ly biệt)
- Tập 33: Kinh ngạc háo Đại Ngọc hồn quy (Nghe tin dữ Đại Ngọc kinh hồn)
- Tập 34: Cường anh hùng Phượng thư tri mệnh (Đàn bà thép Phượng thư tri mệnh)
- Tập 35: Đại hạ khuynh công phủ mạt lộ (Toà nhà đổ hai phủ cùng đường)
- Tập 36: Bạch mang mang hậu địa cao thiên (Trời cao đất rộng một dãy trắng ngần)

## Ban cố vấn

### Chủ nhiệm
- Vương Côn Luân (1902 - 1985), nhà Hồng học nổi tiếng, chủ tịch trung ương Uỷ ban cách mạng Quốc dân đảng Trung Quốc, phó chủ tịch uỷ ban Chính hiệp toàn quốc, tác giả cuốn Hồng Lâu Mộng nhân vật luận nổi tiếng.

### Phó chủ nhiệm
- Vương Triều Văn (1909), nhà mỹ học, phê bình văn nghệ, nhà điêu khắc. Nghiên cứu về Hồng Lâu Mộng có cuốn Luận Phượng thư nổi tiếng.

### Uỷ viên Ban cố vấn
- Chu Gia Tấn (1914 - 2003), chuyên gia văn vật, chuyên gia nghiên cứu lịch sử Minh Thanh và nghệ thuật hý khúc, uỷ viên Uỷ ban Văn hoá - giáo dục của Học xã Cửu Tam.
- Thành Ấm (1917 - 1984), nhà biên kịch, đạo diễn, viện trưởng Học viện Điện ảnh Bắc Kinh.
- Lâm Thần Phu, nhà biên kịch, hội trưởng Uỷ ban nghiên cứu phim truyền hình và nghệ thuật hý khúc Trung Quốc.
- Nguyễn Nhược Lâm (1929), phó giám đốc Đài truyền hình trung ương Trung Quốc, chủ nhiệm Trung tâm sản xuất phim truyền hình, hội trưởng Hội nghiên cứu nghệ thuật truyền hình thiếu nhi.
- Thẩm Tòng Văn (1902 - 1988), nhà văn hiện đại nổi tiếng, nhà nghiên cứu lịch sử văn vật, với các tác phẩm như Biên thành, Trung Quốc phục sức sử, nhiền lần tham gia phục sức và khảo chứng Hồng Lâu Mộng.
- Khải Công (1912 - 2005), nhà thư hoạ và giám định văn vật, cố vấn trung ương của Học xã Cửu Tam.
- Ngô Thế Xương (1908 - 1986), nhà nghiên cứu văn học sử, nghiên cứu Hồng Lâu Mộng.
- Ngô Lãnh Tây (1919 - 2002), Bộ trưởng Bộ Quảng bá truyền hình, bí thư trung ương đảng.
- Chu Dương (1908 - 1989), nhà lý luận văn nghệ, phiên dịch văn học, hoạt động văn nghệ, viện sĩ Viện Khoa học Trung Quốc, chủ tịch Hội liên hiệp văn nghệ Trung Quốc, bí thư trung ương đảng, phó chủ tịch Hội liên hiệp sáng tác Trung Quốc, phó bộ trưởng Bộ Tuyên truyền trung ương Đảng cộng sản Trung Quốc.
- Chu Nhữ Xương (1918), nhà Hồng học và thư pháp nổi tiếng.
- Dương Nãi Tế, nhà lữ học nổi tiếng.
- Dương Hiến Ích (1914), nhà phiên dịch nổi tiếng, đã cùng với vợ là Đới Nãi Điệt (người Anh) hợp tác phiên dịch toàn bộ cuốn tiểu thuyết cổ điển Trung Quốc Hồng Lâu Mộng, lời văn dịch chuẩn xác sinh động, nhận được nhiều đánh giá tốt đẹp và có ảnh hưởng rộng tại nước ngoài.
- Triệu Tầm, nhà bình luận hý kịch.
- Chung Điếm Phỉ (1919 - 1987), nhà bình luận nhiếp ảnh, cha của nhà tiểu thuyết A Thành.
- Tào Ngu (1910 - 1996), nhà biên kịch đương đại nổi tiếng của Trung Quốc, tác giả của Lôi Vũ, Nhật Xuất.
- Tưởng Hoà Sâm, nhà Hồng học.
- Đới Lâm Phong, giám chế Hồng Lâu Mộng, giám đốc Đài truyền hình trung ương Trung Quốc.

## Thành viên đoàn làm phim
- Đạo diễn: Vương Phù Lâm
- Biên kịch: Chu Lôi, Lưu Canh Lộ, Chu Linh
- Quay phim: Lý Diệu Tông
- Âm nhạc: Vương Lập Bình

### Diễn viên

#### Bảo Ngọc và Kim Lăng thập nhị thoa
- Giả Bảo Ngọc - Âu Dương Phấn Cường (lồng tiếng: Cù Giai)
- Lâm Đại Ngọc - Trần Hiểu Húc (lồng tiếng: Trương Hải Linh)
- Tiết Bảo Thoa - Trương Lợi (lồng tiếng: Trương Tuệ Quân)
- Giả Nguyên Xuân - Thành Mai (lồng tiếng: Hoàng Lộ Lộ)
- Giả Thám Xuân - Đông Phương Văn Anh (lồng tiếng: Lưu Bách Hoành)
- Sử Tương Vân - Quách Tiêu Trân (lồng tiếng: Trương Vệ Ninh)
- Diệu Ngọc - Cơ Ngọc (lồng tiếng: Vu Hiểu Lâm)
- Giả Nghênh Xuân - Kim Lợi Lợi, Mưu Nhất (lồng tiếng: Trương Kinh)
- Giả Tích Xuân - Hồ Trạch Hồng
- Vương Hy Phượng - Đặng Tiệp (lồng tiếng: Lý Chân, Trần A Hỷ)
- Giả Xảo Thư - Lý Đoan, Vương Huyên
- Lý Hoàn - Tôn Mộng Tuyền (lồng tiếng: Lý Tinh Châu)
- Tần Khả Khanh - Trương Lôi, Hạ Lệ Dung (lồng tiếng: Liễu Thanh)

#### Vinh Quốc phủ
- Giả mẫu - Lý Đình (lồng tiếng: Lã Trung)
- Giả Chính - Mã Gia Kỳ (kiêm phó đạo diễn) (lồng tiếng: Chu Chính)
- Vương phu nhân - Chu Hiền Trân (lồng tiếng: Lý Lâm)
- Giả Xá - Lý Hiệt
- Hình phu nhân - Hạ Minh Huy (lồng tiếng: Hứa Phục Triệu)
- Hình Tụ Yên - Lý Y
- Giả Liễn - Cao Hoằng Lượng (lồng tiếng: Tề Kiệt)
- Giả Hoàn - Vương Úy
- Dính Yên - Lý Nam
- Tập Nhân - Viên Mân (lồng tiếng: Lưu Thuần Yến)
- Tình Văn - Trương Tĩnh Lâm (lồng tiếng: Vương Tuyết Thuần)
- Lại Đại - Trình Tăng Khôi
- Già Lại - Lương Thọ Huyên
- Lâm Chi Hiếu - Quách Hoa
- Uyên Ương - Trịnh Tranh
- Chị dâu Uyên Ương - Hồ Chúc Viễn
- Kim Văn Tường (anh Uyên Ương) - Dương Lai Hữu
- Tư Kỳ - Cốc Đồng
- Thị Thư - Trương Manh
- Mẹ Tư Kỳ - Trương Lực
- Nhập Họa - Phương Phương
- Thụy Châu - Trác Kim Yến
- Chị Ngốc - Trương Hải Yến
- Xạ Nguyệt - Hàn Lưu Lưu
- Thu Văn - Bách Thục Thanh
- Xuân Yến - Tề Hồng
- Mẹ Xuân Yến - Trịnh Lợi Phong
- Hổ Phách - Trương Duyên
- Huệ Hương (con Tư) - Chu Vân
- Cô Đa - Điền Thiều Xuân
- Phương Quan - Khổng Phồn Thiết
- Linh Quan - Trình Vinh
- Phong Nhi - Hà Lợi
- Con Năm - Nữu Hiểu Tình
- Thằng Hưng - Tôn Kỳ
- Tuyết Nhạn - Mã Minh Muội
- Tiểu Hồng - Lưu Kế Hồng
- Giả Vân - Ngô Hiểu Đông (lồng tiếng: Vương Diễm)
- Kim Xuyến - Trương Nghênh Cửu
- Ngọc Xuyến - Vu Kiệt
- Vú Triệu - Kim Nhã Cầm
- Dì Triệu - Trạm Ái Hà, Tô Thu Đông (lồng tiếng: Dương Thanh)
- Bình Nhi - Thẩm Lâm (lồng tiếng: La Lợi)
- Thu Đồng - Thẩm Lộ
- Vợ Vương Thiện Bảo - Kim Thục Viên
- Chu Thụy - Bảo Lai Phúc
- Vợ Chu Thụy - Tôn Thái Hồng
- Vợ Ngọc Trụ - Lý Ái Hoa
- Trụy Nhi - Nhan Yến
- Mẹ Trụy Nhi - Lưu Lan
- Tử Quyên - Từ Lệ Hà (lồng tiếng: Từ Lạc)

#### Ninh Quốc phủ
- Giả Trân - Lý Chí Tân
- Giả Kính - Hàn Chuẩn (lồng tiếng: Trương Vĩ)
- Giả Dung - Dương Tuấn Dũng (lồng tiếng: Trương Vân Minh)
- Giả Tường - La Lập Bình
- Giả Cần - Mã Cường
- Giả Thụy - Mã Quảng Nho (lồng tiếng: Lý Dương)
- Giả Đại Nho - Tiễn Phồn
- Vợ Giả Đại Nho - Dương Ngọc Linh
- Vưu Nhị Thư - Trương Minh Minh (lồng tiếng: Hoàng Lộ Lộ)
- Già Vưu - Kim Vân Anh
- Vưu Tam Thư - Chu Nguyệt
- Vưu Thị - Vương Quý Nga (lồng tiếng: Lý Uẩn Kiệt)
- Lại Thăng - Từ Kỳ
- Vợ Lại Thăng - Đỗ Thanh Văn
- Tiều Đại - Khổng Nhuế (lồng tiếng: Viên Chấn Bình)
- Vợ sau của Giả Dung - Bạch Xuân Hương

#### Tiết phủ
- Tiết Bảo Cầm - Vương Dương
- Người nhà họ Tiết - Điền Trung Hòa
- Tiết Khoa - Lưu Hào
- Tiết Bàn - Trần Hồng Hải (lồng tiếng: Tống Thông)
- Tiết di ma - Lý Phượng Anh (lồng tiếng: Lý Hiểu Lan)
- Hạ Kim Quế - Dương Tiểu Dương
- Hương Lăng - Trần Kiếm Nguyệt
- Anh Liên (Hương Lăng lúc nhỏ) - Thạch Khả
- Oanh Nhi - Lưu Linh Linh

#### Các diễn viên khác
- Giả Vũ Thôn - Lưu Tông Hữu
- Bản Nhi (nhỏ) - Lý Nguyệt
- Bản Nhi (lớn) - Lý Văn Huy
- Bảo Thiềm - Diêm Thanh
- Bảo Châu - Vương Tiểu Kiệt
- Chủ chứa - Kim Văn Anh
- Vợ Bão Nhị - Triệu Hồng
- Bắc Tĩnh Vương - Hầu Trường Vinh
- Đạo sĩ chân què - Vương Huy (lồng tiếng: Hàn Đình Kỳ)
- Bốc Thế Nhân - Dương Chấn Vũ
- Thái Vân - Lý Mạn
- Phong Thị - Trần Tổ Vinh
- Người nhà họ Phùng - Trương Chí Bân
- Phùng Tử Anh - Hoàng Thực
- Hoa Tự Phương - Cảnh Thủ Xuân
- Mẹ Tập Nhân - Ngưu Phượng Trân
- Hoắc Khải - Vương Tiến Trung
- Tưởng Ngọc Hàm - Hầu Hoa
- Kiều Hạnh - Trương Lệ Lâm
- Tĩnh Hư - Bạch Huệ Văn (lồng tiếng: Ma Thục Vân)
- Hòa thượng chốc đầu - Vương Tiểu Đông
- Lão Tam (quản ngục) - Vương Dũng
- Già Lý - Thôi Hồng Mại
- Liên Hoa - Trương Sảng
- Lâm Như Hải - Trịnh Càn Long
- Già Lưu - Sa Ngọc Hoa (lồng tiếng: Lê Tần)
- Thím Liễu - Trần Lực
- Liễu Tương Liên - Hầu Trường Vinh
- Mã đạo bà - Lý Bội
- Chú tiểu - Hồng Đơn Cường
- Nam An thái phi - Tôn Quế Trân (kiêm phó đạo diễn)
- Nghê Nhị - Mã Tăng Thọ
- Phan Hựu An - Lý Nhã Đông
- Tiền đại nhân - Nhâm Đại Huệ (kiêm chủ nhiệm sản xuất phim)
- Tần Chung - Sư Ngọc Quyên
- Thiện Thư - Tôn Tuyết Mai
- Đan Sính Nhân - Kim Trọng Thuấn
- Tư lễ - Mã Cường
- Già Tống - Diệp Chi Vinh
- Thái y (trị bệnh cho Tình Văn) - Thôi Chiếm Nguyên
- Già Vương - Đoạn Ý Bình
- Vương Nhất Thiếp - Phan Hồng
- Vượng Nhi - Tô Kiến Vũ
- Vợ Vượng Nhi - Bạch Vũ Linh (lồng tiếng: Từ Văn Yến)
- Vệ Nhược Lan - Thái Trường Húc
- O Tiến Hiếu - Chu Châu
- Già Hạ - Kiều Anh
- Tiểu Cưu - Tào Địch
- Tú Quất - Đới Anh
- Ngân Điệp - Tôn Đan Hoành
- Thiềm Quang - Trần Tín Thành
- Trương đạo sĩ - Tạ Lăng Tiêu (lồng tiếng: Hàn Đình Kỳ)
- Trương Hoa - Khang Thiếu Tường
- Trương Như Khuê - Từ Thượng Tân
- Chân Sĩ Ẩn - Vương Trung Tín

## Nhạc phim
Nhạc sĩ Vương Lập Bình đã chọn nhiều bài thơ hay trong Hồng lâu mộng để phổ nhạc trong phim Hồng lâu mộng 1987. Các ca khúc trong phim do nữ ca sĩ Trần Lực trình bày.
| TT | Ca khúc                             | Tập            | Nhân vật                                  |
| -- | ----------------------------------- | -------------- | ----------------------------------------- |
| 1  | Hồng lâu mộng dẫn tử (紅樓夢引子)   | 2              | Giả Bảo Ngọc, Lâm Đại Ngọc, Tiết Bảo Thoa |
| 2  | Uổng ngưng my (枉凝眉)              | 10, 13, 32, 33 | Giả Bảo Ngọc, Lâm Đại Ngọc                |
| 3  | Hồng đậu khúc (紅豆曲)              | 12, 36         | Giả Bảo Ngọc, Lâm Đại Ngọc                |
| 4  | Táng hoa từ (葬花詞)                | 12             | Lâm Đại Ngọc                              |
| 5  | Đề mạt tam tuyệt cú (題帕三絕句)    | 15, 33         | Lâm Đại Ngọc, Giả Bảo Ngọc                |
| 6  | Thu song phong vũ tịch (秋窗風雨夕) | 19             | Lâm Đại Ngọc                              |
| 7  | Tình Văn ca (晴雯歌)                | 20, 29         | Tình Văn                                  |
| 8  | Tử Lăng Châu ca (紫菱洲歌)          | 30             | Giả Bảo Ngọc                              |
| 9  | Thán Hương Lăng (嘆香菱)            | 30             | Hương Lăng                                |
| 10 | Phân cốt nhục (分骨肉)              | 32             | Giả Thám Xuân                             |
| 11 | Thông minh luỵ (聰明累)             | 36             | Vương Hy Phượng                           |